# Дом-музей Столетовых
Мемориа́льный дом-музе́й Столе́товых — мемориальный музей в городе Владимире, посвящённый жизни и деятельности выдающегося учёного-физика А. Г. Столетова и генерала от инфантерии Н. Г. Столетова, сыгравшего видную роль в освобождении Болгарии от турецкого ига. Открытие учреждения, являющегося филиалом Владимиро-Суздальского музея-заповедника, состоялось в 1976 году в деревянном одноэтажном доме — флигеле обширного двухэтажного каменного здания, оформляющего поворот с Большой Московской улицы к Рождественскому валу (ныне ул. Столетовых).

## История

### Владимирская ветвь братьев Столетовых
Согласно архивным данным у Акима Ивановича Столетова, жившего в XVII веке, было четверо детей: две дочери и два сына. Младший из сыновей, Дмитрий Акимович (1734 г. р.), стал родоначальником ветви, к которой принадлежали талантливые, неординарные, много сделавшие для своего отечества братья Столетовы, прадедом которых он является.
Успешно продолженное Дмитрием Акимовичем дело отца по торговле кожаными изделиями, позволило ему в течение многих лет сколотить достаточное состояние, но к концу XVIII века возникли трудности в становлении семейного дела, и какое-то время Столетовы числились в мещанах, но уже в 1807 году Михаил, сын Дмитрия и дедушка Николая и Александра Столетовых, был приписан из мещан в купечество.
После смерти Михаила Дмитриевича в 1836 году шла многолетняя тяжба между наследниками о разделе имущества, одним из последствий которой стало увольнение Григория Столетова, отца  Николая и Александра Столетовых, от должности купеческого заседателя.
Григорий Михайлович был небогат и числился купцом 3-й гильдии. Материальное обеспечение семье давал его труд на купленном  предприятии на берегу Лыбеди по выделке высококачественных кож (юфть, сафьян). Имея вишнёвый сад и три огорода, семья получала немалый доход от огородничества. Доход приносили также торговля в бакалейной лавке и содержание пансиона, который в основном сдавался образованным людям.
Григорий Михайлович с женой Александрой Васильевной имели шестеро детей, четыре сына и две дочери, которым дали хорошее воспитание и образование. Старший сын Василий унаследовал родовое занятие и стал купцом 2-й гильдии. Николай и Александр закончили Владимирскую мужскую гимназию с золотой медалью, Дмитрий — с серебряной, а затем все трое в разное время — физико-математический факультет Московского университета. В дальнейшем интересы братьев разошлись: Николай и Дмитрий, получив высшее военное образование, посвятили свою жизнь служению Отечеству, а Александр выбрал стезю учёного-физика.

### Здание

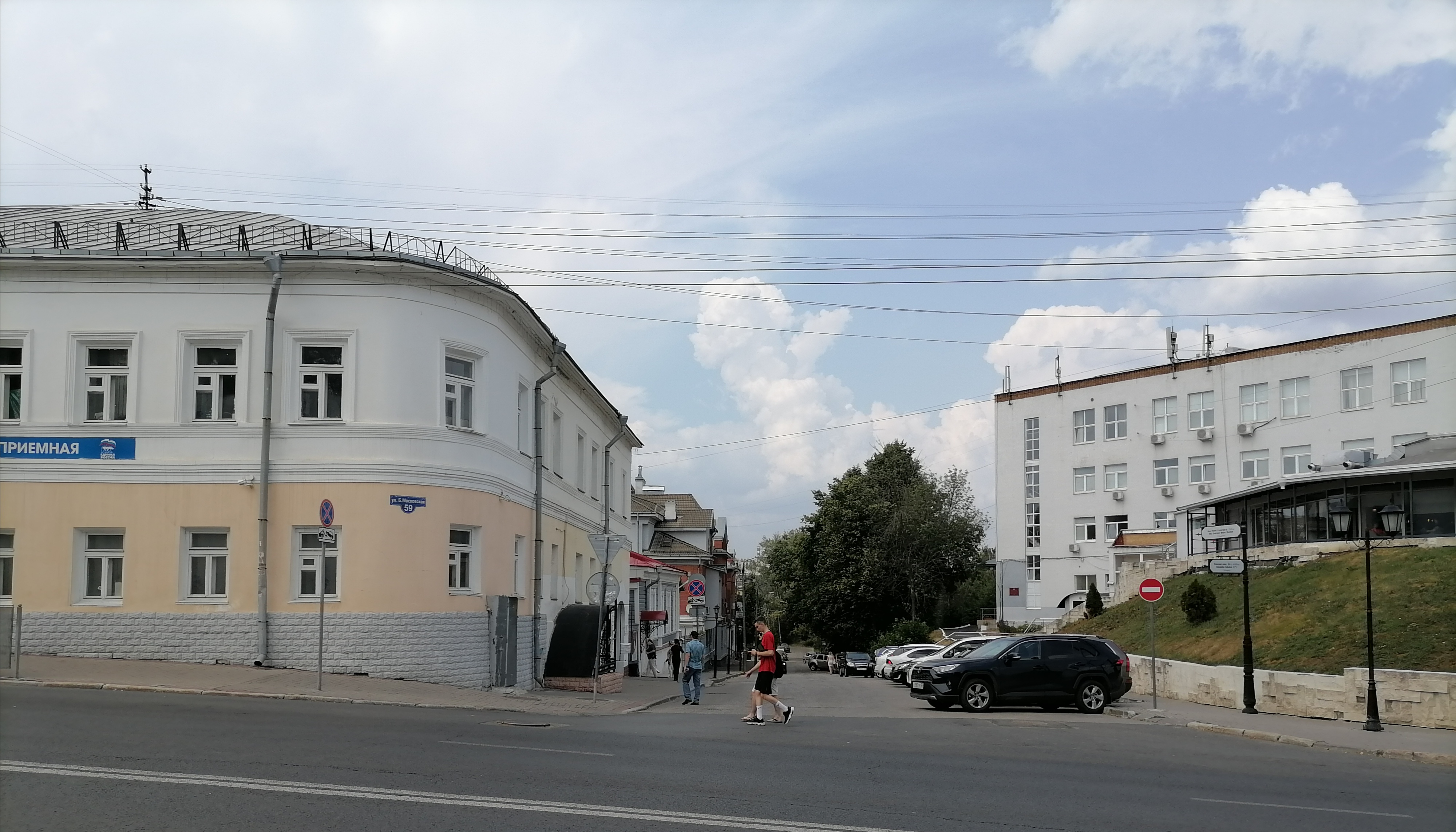
Угловой двухэтажный дом Столетовых.
2021 год

В «Купеческой обывательской книге» за 1802-1805 гг. сказано о семье Дмитрия Акимовича: «Дом имеют во 2-й части города в 1 квартале на казенной земле, напротив Рождественского монастыря. В 3 части вишнёвый сад и два огорода за рекой Лыбедь близ Воскресенской церкви. По Варваринской улице 1 огород. Имеют 4 пожни: первая за рекой Клязьма, 2,3,4 ниже, в стороне реки у Свиного бора. Промысел имеют в работе». Каменный двухэтажный дом с глубоким подвалом напротив Рождественского собора, построенный по заказу Дмитрия Акимовича во второй половине XVIII века, стал одной из первых каменных построек Владимира по регулярному плану города 1781 года. Угловое здание, стоящее фасадами на две улицы, имеет очень простой архитектурный облик с единственным украшением в виде широкого профилированного междуэтажного карниза и небольших, слегка профилированных, наличников вокруг окон второго этажа. Здание использовалось и как жильё, и как торговое и складское помещение. Начиная с 1905 года, когда дом был продан, он подвергался частичным перестройкам. В 1953 году, на фасаде здания между окнами первого этажа была укреплена мемориальная доска из красного гранита, которая сообщает: «В этом доме родились и жили русские патриоты братья Столетовы. Генерал Николай Григорьевич Столетов - герой Шипки (1833-1912). Выдающийся учёный-физик Александр Григорьевич Столетов (1839-1896)».
В 1845–1869 гг. рядом с большим каменным домом по типичному образцу жилой застройки 2-й половины XIX века был построен одноэтажный деревянный флигель на каменном полуэтаже, декоративное убранство фасада которого лаконично и тяготеет к «классическому» стилю: развитый карниз, лопатки, простые наличники. Здесь семья Столетовых жила вплоть до 1918 года, когда его конфисковали. В 20‑х годах XX века в нём располагались городские ясли, а в начале 70-х в этом самом доме ещё были «коммуналки». В 1974 году флигель дома Столетовых приспособили под музейные нужды, восстановив при этом веранду, утраченную в 1941 году, и сделав тамбур у западного входа.
Накануне празднования 30-летия музея в доме, являющемся объектом культурного наследия федерального значения, были проведены большие ремонтно-реставрационные работы. Следующая реставрация исторического здания, начавшаяся в конце 2019 года, завершилась в начале 2021 года. Проводилась она на собственные средства музея-заповедника в сумме около 8 миллионов рублей..

### Создание музея
С целью увековечивания памяти Столетовых были организованы ставшие с 1969 года традиционными Столетовские чтения, в ходе которых впервые было высказано пожелание о создании во Владимире Дома-музея Столетовых. 
Дом-музей Столетовых в качестве филиала Владимиро-Суздальского музея-заповедника открыли во Владимире 28 мая 1976 года во флигеле их бывшего дома. Автором и создательницей музейной экспозиции была Лия Романовна Горелик, называвшая этот музей «главным делом жизни», а формировать её помогали родственники Столетовых, Московский Государственный университет, где в музее землеведения хранились личные вещи А. Г. Столетова, музеи и граждане Болгарии, владимирские исследователи и краеведы. На тот момент единственными экспонатами, хранившимися в музейных фондах, оказались лишь три книги с научными трудами Александра Столетова, да небольшая фотография его брата Николая. Российский советский писатель Семён Шуртаков, подаривший музею свою книгу «Вершина Столетова», сделал надпись: «Удивлён и восхищён подвигом тех, кто из ничего создал такой великолепный музей!».

## Экспозиция
По сохранившимся чертежам восстановлена первоначальная планировка здания и создана экспозиция, в которой передана атмосфера ушедшей эпохи и уклада жизни купеческой семьи, которую прославили в России и за её пределами два её ярких представителя — Александр Григорьевич и Николай Григорьевич Столетовы. В этом небольшом доме-музее, где с любовью воссозданы интерьеры комнат, представлены свыше 400 подлинных экспонатов, в числе которых мебель, личные вещи, рукописи, документы, фотографии и портреты, посвящённые знаменитым родственникам. 
К 30-летнему юбилею музей был реконструирован, появились новые экспонаты. 
После работ по реставрации дома Столетовых, выполнявшихся с ноября 2019 года по февраль 2021 года, музей оставался закрытым для посетителей для завершения полного возрождения дома-музея с применением мультимедийного наполнения.

## Деятельность
Владимирцы знакомятся с музеем Столетовых со школьной скамьи, ведь для детей разработаны специальные экскурсии, тематические занятия, театрализованные вечера и музейные уроки физики.
Музей часто посещали официальные делегации и туристы из Болгарии. В 1978 году в честь 100-летия освобождения Болгарии от османского ига болгарское правительство наградило и сам музей, и его создателей медалями, торжественно вручёнными в стенах музея послом Болгарии в Советском Союзе.
В 2004 году в честь 170-летия со дня рождения генерала от инфантерии Н. Г. Столетова музей-заповедник организовал интеллектуальный турнир, в котором приняли участие около 130 человек.